# Bandeira da Comunidade Autónoma das Canárias
| . Bandeira oficial da Comunidade Autónoma das Canárias |

A Comunidade Autónoma das Canárias está dotada com bandeira oficial desde 1982 graças à Ley Orgánica 10/1982, de 10 de Agosto, sobre "Estatuto de Autonomía de Canárias".
O artigo sexto do dito Estatuto dispõe:
"A bandeira das Canárias é formada por três franjas iguais em sentido vertical, cujas cores são, a partir da haste: branco, azul e amarelo".
No centro da bandeira é colocado o brasão de armas da Comunidade Autónoma das Canárias, que segundo o mesmo artigo sexto:
"As Canárias têm brasão próprio, cuja descrição é a seguinte: em campo de azul traz sete ilhas de prata bem ordenadas, duas, duas, duas e uma, esta última em ponta. Como timbre, uma coroa real de oiro, montada de uma fita de prata com o lema «Océano» de areia e como suportes dois cães na sua cor, encoleirados".

## Bandeiras das províncias

Província de Las Palmas
Província de Santa Cruz de Tenerife

## Bandeiras das ilhas

El Hierro
La Palma
La Gomera
Tenerife
Gran Canaria
Fuerteventura
Lanzarote

## Ver
- Brasão de armas da Comunidade Autónoma das Canárias
- Comunidade Autónoma das Canárias
- Bandeira de Tenerife